# Perge
Perga (dal probabile nome ittita Parha) o Perge (dal nome greco Πέργη, pron. Pèrgē) fu la capitale della regione della Panfilia, corrispondente all'attuale provincia di Antalia sulla costa mediterranea sud-occidentale della Turchia. Vi è un grande sito di antiche rovine a 15 km a est di Antalia lungo la pianura costiera, dove si trova un'acropoli risalente all'età del bronzo.

## Storia
Nel XII secolo a.C., ci fu una grande ondata migratoria greca dall'Anatolia settentrionale verso le coste mediterranee.  Molti si stabilirono nell'area immediatamente a est dell'attuale regione dell'Antalya, nota poi come Panfilia, che significa "terra di tutte le tribù", dove quattro grandi città infine si distinsero per importanza: Perga, Sillyon, Aspendos e Side.
Perga stessa venne fondata nell'entroterra intorno al 1000 a.C., quasi a 20 km lontano dalla costa, come misura difensiva, in modo da evitare le bande di pirati che allora terrorizzavano questa zona del Mediterraneo.
Nel 546 a.C., i persiani achemenidi sconfissero le potenze locali guadagnando il controllo della regione.  Duecento anni più tardi, nel 333 a.C., le forze armate di Alessandro Magno arrivarono a Perga durante la sua guerra di conquista contro i persiani, favorite dai suoi abitanti che mandarono delle guide per condurle dentro la città.
All'impero di Alessandro venne seguito quello dei diadochi seleucidi, sotto il cui dominio visse ed operò il più celebrato antico cittadino di Perga, il matematico Apollonio (262 a.C. ca. – 190 a.C. ca.), allievo di Archimede. Scrisse una serie di otto libri che descrivevano una famiglia di curve note come sezioni coniche, comprendenti il cerchio, l'ellisse, la parabola e l'iperbole.
Il governo romano iniziò nel 188 a.C., e la maggior parte delle rovine sopravvissute oggi, risalgono a questo periodo.  Dopo il crollo dell'impero romano, Perga rimase abitata fino al periodo selgiuchide, prima di essere gradualmente abbandonata.

## Rovine

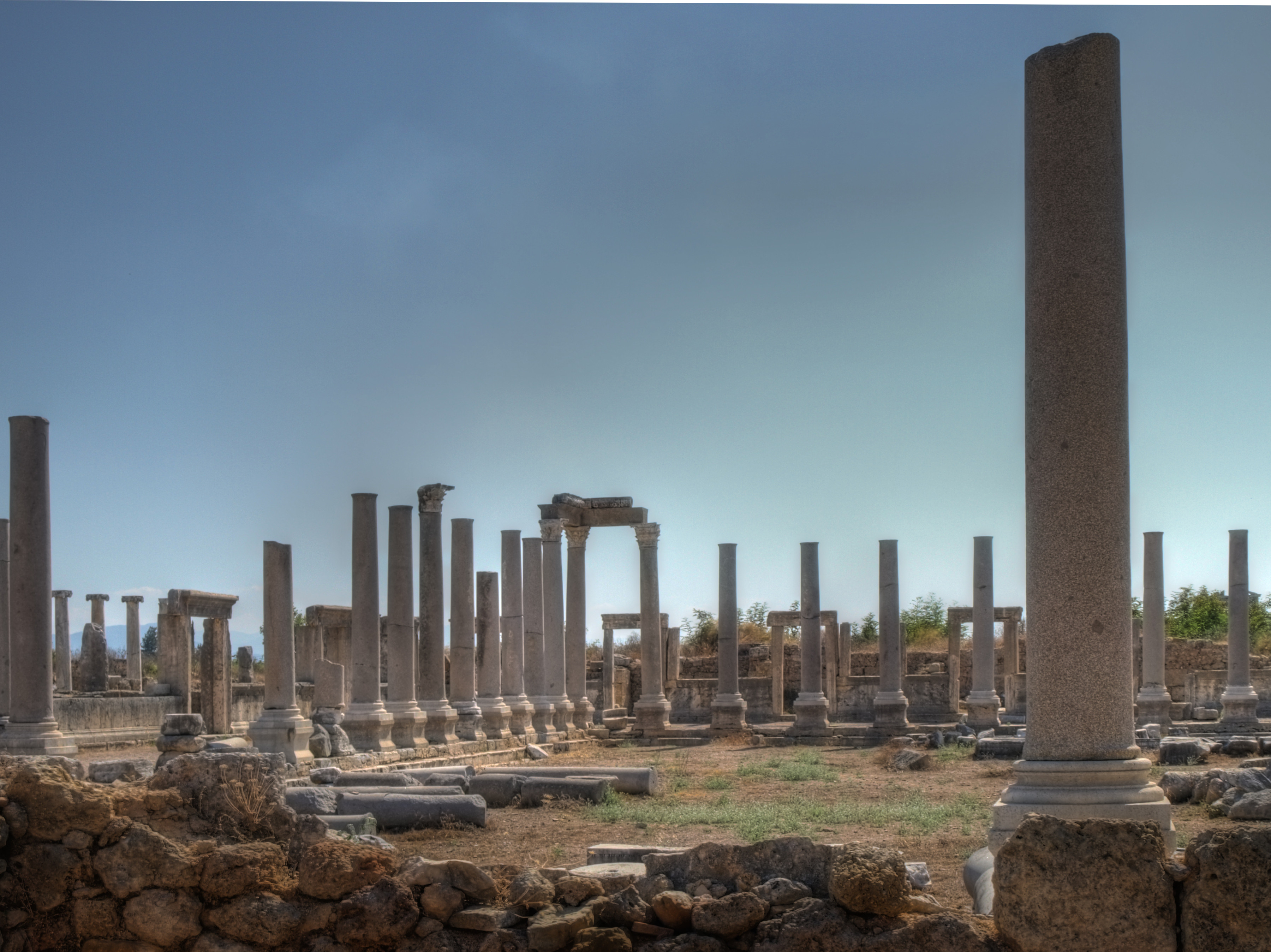
Perga Agorà

Perga è oggi un sito archeologico e una grande attrazione turistica. L'antica Perge, una delle principali città della Panfilia, era situata tra i fiumi Catarrhactes (Duden sou) e Cestrus (Ak sou), 60 stadi dalla foce di quest'ultimo; il sito si trova nell'attuale villaggio turco di Murtana, nei pressi del Suridjik sou, un affluente del Cestrus, precedentemente nel vilayet di Koniah ottomano. Le sue rovine comprendono un teatro, una palestra, un tempio di Artemide e due chiese. Il famosissimo tempio di Artemide era situato fuori dalla città.
Le guide raccontano una storia riguardo al fatto che Perga sia stato il luogo dove per prima venne prodotta la birra, presumibilmente scoperta accidentalmente; ma recenti reperti di birra faraonica risalgono a molto tempo prima.

## Storia ecclesiastica
Secondo gli Atti degli Apostoli, Paolo di Tarso visitò per due volte Perge: durante il primo viaggio missionario, in compagnia di Barnaba, si recò a Perge prima di dirigersi veleggiando da Attalia (attuale Antalya), 15 km a sud-ovest, ad Antiochia; in questa occasione Giovanni lasciò Paolo per tornare a Gerusalemme. Il secondo passaggio avvenne durante il ritorno dalla Pisidia, e in tale occasione Paolo predicò a Perge.
Perge rimase la sede del vescovo titolare cattolico romano della precedente provincia romana della Pamphylia Secunda. Le Notitiae episcopatuum greche menzionano la città come metropoli della Pamphylia Secunda fino al XIII secolo. Lo storico e teologo francese Michel Le Quien riporta 11 vescovi: Epidauro, presente al Concilio di Ancyra (attuale Ankara) nel 312; Callicle al Primo Concilio di Nicea nel 325; Bereniano, a Costantinopoli (426); Epifanio al Secondo Concilio di Efeso (449), al Primo Concilio di Calcedonia (451), e firmatario della lettera dei vescovi della provincia all'imperatore Leone (458); Ilariano, al Primo Concilio di Costantinopoli nel 381; Eulogio, al Secondo Concilio di Costantinopoli nel 553; Apergio, condannato come monotelita al Terzo Concilio di Costantinopoli nel 680; Giovanni, al Concilio Trullano nel 692; Sisinnio Pastilla, nel 754 circa, iconoclasta, condannato al Secondo Concilio di Nicea nel 787; Costante, allo stesso Concilio di Nicea (787); Giovanni, al Quarto Concilio di Costantinopoli nell'869-870.